# Helen Mary Black
Helen Mary Black   (Washington DC, 2 de juny de 1896 - Denver, 31 de gener de 1988) va ser una líder cultural i cívica, periodista i publicista nord-americana. Va ser cofundadora de l'Orquestra Simfònica de Denver i va exercir com a directora empresarial durant més de 30 anys, sent la primera dona gestora simfònica als Estats Units. Va ser incorporada pòstumament al Saló de la Fama de les Dones de Colorado el 1991.

## Biografia
Helen Marie Black era filla d'Henry Mortimer Black, un enginyer de mines, i la seva dona, Palma Lanier Black. Tenia un germà i una germana. La seva mare, que tenia un títol de medicina a la Universitat Johns Hopkins, va alimentar el seu amor per la música, la literatura i les arts. Després del naixement d'Helen, la família es va traslladar primer a la ciutat de Nova York i després a Chicago, on el seu pare va establir una empresa de corretatge. Uns quants anys més tard es van traslladar de nou a Utah, on el seu pare va invertir tots els seus estalvis en una mina de cera mineral prop de Salt Lake City. Quan la inversió es va enfonsar, els seus pares es van separar i la seva mare va portar els nens a Denver. Allà, Helen va assistir a la "Manual High School" i "North High School", graduant-se als 16 anys.

## Carrera

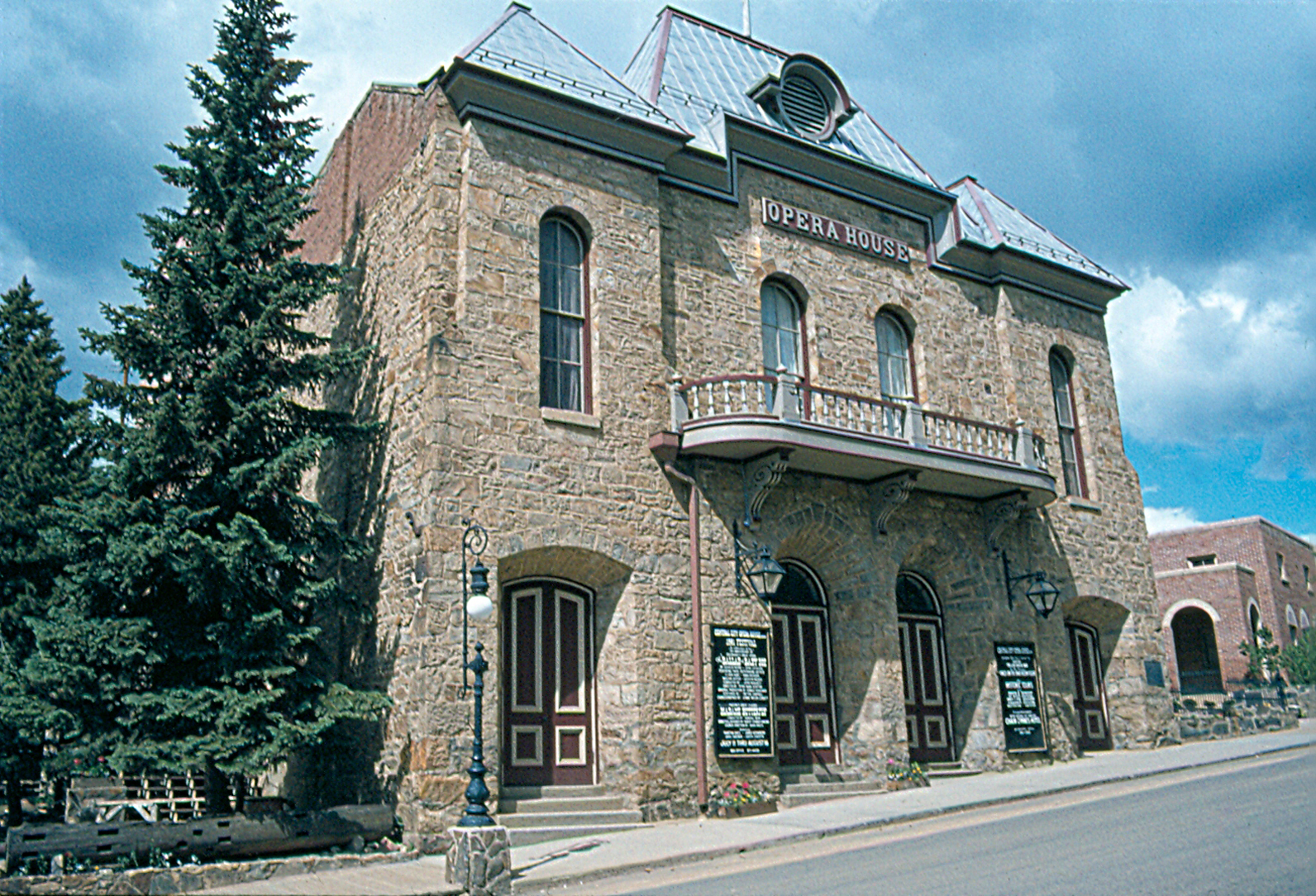
Central City Opera House, un monument històric nacional

Tot i que Black tenia la intenció de cursar un títol universitari en periodisme, va ser contractada com a assistent de l'editor de la societat del "Rocky Mountain News" just després de graduar-se. Aviat va demanar traslladar-se al departament de notícies, on va cobrir la visita d'Aimee Semple McPherson a Denver el 1921. Després que la seva primera entrevista tingués una bona acollida, va organitzar acrobàcies publicitàries per mostrar les habilitats de l'evangelista, com ara convidar més de 100 pacients de l'hospital a una església perquè McPherson els guarís, i recrear el Sermó de la Muntanya amb McPherson predicant a Lookout Mountain, a l'oest de Denver. A continuació, Black va ser promoguda a escriptora de llargmetratges, en la qual cosa va entrevistar a Charles Lindbergh, Helen Keller, Harry Houdini i la reina Maria de Romania. Posteriorment va assumir el càrrec d'editora i crítica de música i drama.
Després d'una hospitalització el 1926, Black va deixar el diari i es va convertir en publicista i coordinadora de desfilades de moda de la "Denver Dry Goods Company". Després es va traslladar als grans magatzems Daniels & Fisher com a ajudant de publicitat. Va ser durant aquest període quan va animar a Anne Evans i altres dones a restaurar la "Central City Opera House" i va ajudar a fundar la "Central City Opera Association". Es va oferir voluntària com a publicista per al festival anual d'Òpera d'estiu.
La dècada de 1930 va trobar que la Simfònica Cívica de Denver lluitava per aconseguir mecenes i pagava als seus músics 5 dòlars per concert. Black, que havia començat com a publicista voluntària de la simfonia el 1932, es va unir amb Jeanne Cramner i Lucille Wilkin per crear una organització de músics a la ciutat i pagar els sous dels sindicats. El 1934 van fundar l'Orquestra Simfònica de Denver, i l'any següent van establir el Gremi Simfònic de Denver com a braç de recaptació de fons. Black va assumir la direcció de l'orquestra, convertint-se així en la primera directora simfònica femenina als Estats Units. Va romandre l'única directora de la simfònica femenina fins a 1951. Va dirigir l'orquestra, així com la publicitat, la programació i les produccions en escena, com a voluntària no remunerada durant els primers 12 anys del seu mandat. El 1945 va deixar la seva feina a Daniels & Fisher per convertir-se en la directora de negocis a temps complet de l'orquestra.
Black va aplicar el seu talent de publicista a la seva gestió de l'orquestra. Per exemple, durant una gira d'orquestra de 1947 a Red Rocks amb la solista Lily Pons, que "cantava com un ocell", Black va convocar un fotògraf de Life al concert i va deixar anar un estol de coloms al voltant del cap de Pons quan va tocar una nota alta. Aquest truc publicitari va guanyar visibilitat a tot el país.
Black va renunciar a l'orquestra el 1964 després de superar deu anys d'una campanya per destituir al director de l'orquestra Saul Caston, a qui havia contractat el 1944. Va passar els seus anys de jubilació dedicant-se al treball voluntari.

## Premis i honors
Black va rebre nombrosos premis en els seus darrers anys, incloent la Dona de l'Any del Club de Dones de Negocis i Professionals, la Dona de Publicitat de l'Any i la Beautiful Activist of Colorado dels Altrusa Clubs de Colorado. Va rebre un títol honorari en lletres humanes del Metropolitan State College el 1984.
El "Denver Women's Press Club" i el "Rocky Mountain News" la van honrar amb un sopar de corbata negra el 26 de setembre de 1983 en el qual es va llançar el premi anual Helen Marie Black Arts and Letters. La Fundació Denver també va dotar el "Fons d'Educació Musical Helen Marie Black" en el seu nom.
Black va ser incorporat pòstumament al Saló de la Fama de les Dones de Colorado el 1991.

## Mort i llegat
Helen Mary Black mai es va casar. Va morir el 31 de gener de 1988 a Denver a l'edat de 91 anys.
L'any 2001 l'"Helen Marie Black Music Education Fund" va publicar una retrospectiva de la seva vida al llibre A Woman for All Seasons: Helen Marie Black, cor de l'Orquestra Simfònica de Denver d'Eva Hodges Watt.